# Григорьев, Леонид Михайлович
Леонид Михайлович Григорьев (1913-1943) — лейтенант Рабоче-крестьянской Красной Армии, участник Великой Отечественной войны, Герой Советского Союза (1944).

## Биография
Леонид Григорьев родился 13 августа 1913 года в селе Добрянка (ныне — посёлок в Репкинском районе Черниговской области Украины) в рабочей семье. Окончил среднюю школу. В 1935 году Григорьев был призван на службу в Рабоче-крестьянскую Красную Армию. В 1937 году он был демобилизован. В 1941 году Григорьев повторно был призван в армию. С декабря того же года — на фронтах Великой Отечественной войны. В 1942 году он окончил Одесское пехотное училище. Участвовал в боях на Брянском и Центральном фронтах. К сентябрю 1943 года гвардии лейтенант Леонид Григорьев командовал ротой 37-го гвардейского стрелкового полка 12-й гвардейской стрелковой дивизии 61-й армии Центрального фронта. Отличился во время битвы за Днепр.
В ночь с 28 на 29 сентября 1943 года рота Григорьева переправилась через Днепр в районе деревни Глушец Лоевского района Гомельской области Белорусской ССР. В течение двух суток на плацдарме на западном берегу реки рота отразила более 20 немецких контратак, отбросив противника на два километра, создав тем самым условия для расширения плацдарма. 6 октября 1943 года Григорьев погиб в бою. Похоронен в братской могиле в посёлке Любеч Репкинского района.
Указом Президиума Верховного Совета СССР «О присвоении звания Героя Советского Союза генералам, офицерскому, сержантскому и рядовому составу Красной Армии» от 15 января 1944 года за «образцовое выполнение боевых заданий командования по форсированию реки Днепр и проявленные при этом мужество и героизм» гвардии лейтенант Леонид Григорьев посмертно был удостоен высокого звания Героя Советского Союза. Также посмертно был награждён орденом Ленина.
В честь Григорьева названа улица в Добрянке.